# Pedra Zanata
La pedra Zanata és una petita roca de forma allargada amb inscripcions suposadament d'origen guanxe, poble aborigen de les Canàries. La pedra va ser trobada l'any 1992 prop de l'anomenada Muntanya de les Flors, al municipi de El Tanque al nord-oest de l'illa de Tenerife (Canàries). Des del mateix moment de la troballa, diversos experts van considerar que era una falsificació. Els grafemes inscrits pertanyen a l'escriptura tifinagh tuareg moderna i no se'n documenta l'ús entre les tribus zanata històriques.
La pedra presenta una forma de peix, i segons Rafael González Antón, llavors director del Museu Arqueològic de Tenerife, al seu costat hi apareixen caràcters tifinagh, la qual cosa no obstant la fa anacrònica, ja que totes les altres inscripcions canàries es corresponen a la variant arcaica o líbico-berber i el tifinagh reflectit en la suposada inscripció és de desenvolupament posterior a la conquesta de les Canàries.
Va ser analitzada per Rafael Muñoz Jiménez, catedràtic d'Estudis Àrabs i Islàmics de la Universitat de La Laguna, i va servir per elaborar la hipòtesi segons la qual hi hauria a les Canàries una presència púnica que va establir a l'arxipèlag factories amb mà d'obra berber.
Aquesta peça es troba exposada al Museu de la Natura i l'Arqueologia de Santa Cruz de Tenerife. Els epigrafistes de la Càtedra Cultural d'Estudis Berbers consideren “desconcertant que s'hagi reprès el vell debat de la pedra Zanata, quan ja als anys noranta, tant el cèlebre berberòleg francès Lionel Galand com la seva llavors deixeble Renata Springer, entre d'altres, van demostrar que la inscripció era falsa”.